# Jack Haines
John Thomas William Haines (24 tháng 4 năm 1920 – 13 tháng 3 năm 1987) là một cầu thủ bóng đá người Anh thi đấu ở vị trí tiền đạo tầm xa. Trong sự nghiệp thi đấu, Haines có hơn 300 lần ra sân ở Football League, và một lần khoác áo đội tuyển quốc gia Anh năm 1948.

## Sự nghiệp

### Sự nghiệp câu lạc bộ
Sinh ra ở Evesham, Haines chuyển từ Cheltenham Town đến Liverpool năm 1937. Ông chưa bao giờ ra sân cho Liverpool, và sự nghiệp của ông bị gián đoạn năm 1939 bởi Thế chiến thứ II. Khi tiếp tục năm 1946, Haines chuyển đến Swansea Town, và sau đó thi đấu cho Leicester City, West Bromwich Albion, Bradford Park Avenue, Rochdale và Chester, trước khi thi đấu bóng đá non-league cùng với Wellington United, Kidderminster Harriers và Evesham Town.
Trong chiến tranh, Haines là khách mời của nhiều đội bóng gồm Wrexham, Doncaster Rovers, Notts County, Bradford Park Avenue và Lincoln City.

### Sự nghiệp quốc tế
Haines có màn ra mắt quốc tế cho Anh ngày 2 tháng 12 năm 1948 trước Thụy Sĩ. Ông ghi 2 bàn trong chiến thắng 6–0 nhưng không bao giờ được lựa chọn nữa.